# Ptycholepididae
De Ptycholepididae zijn een familie van uitgestorven straalvinnige beenvissen uit het Trias tot het Vroeg-Jura van Europa en Noord-Amerika.

## Kenmerken
Het zijn langwerpige, spoelvormige vissen waarvan de schubben zijn bedekt met een laag cosmine, terwijl de bedekkende botten van de schedel ganoïde ribbels hebben. De onderkaak is langwerpig en lijkt op die van de Palaeoniscidae. De hyomandibulaire, een bot van het kieuwapparaat, is smal. Het kieuwdeksel bevat geen interoperculare.

## Systematiek
De Ptycholepididae werden oorspronkelijk toegewezen aan de kraakbeenganoïden (Chondrostei) of de beenganoïden Holostei. Tegenwoordig worden ze beschouwd als de basale groep van de straalvinnige vis (Actinopterygii). Tot nu toe zijn er twee geslachten beschreven, die ook door sommige auteurs worden gecombineerd.
- Boreosomus
- Ptycholepis